# Dino Sani
Dino Sani (* 23. květen 1932, São Paulo) je bývalý brazilský fotbalista. Nastupoval především na postu záložníka.
S brazilskou fotbalovou reprezentací vyhrál mistrovství světa roku 1958, na závěrečném turnaji nastoupil ke dvěma zápasům Brazilců. V roce 1957 a 1959 získal stříbrnou medaili na Mistrovství Jižní Ameriky. Brazílii reprezentoval v 15 zápasech, ve kterých dal jeden gól.
S AC Milán vyhrál Pohár mistrů evropských zemí 1962/63. S Milánem se stal mistrem Itálie (1961/62). V Miláně strávil tři sezóny, jednu hrál v Argentině, v dresu Boca Juniors. V Brazílii hrál na nejvyšší úrovni za Palmeiras, São Paulo FC a Corinthians.